# 愛弓りょう
愛弓 りょう（あゆみ りょう、1982年10月27日 - ）は、日本のAV女優。

## 略歴
2019年1月、三浦歩美名義でSODクリエイトの「本物人妻」レーベル専属女優としてAVデビュー。当時の所属事務所はARROWS。
2019年7月よりマドンナ専属となる。
2019年11月、11月19日（いい熟女の日）に合わせて「アダルトビデオ人妻熟女キャンペーン」のイメージガールに抜擢。
2021年5月7日、自身のツイッターで「愛弓りょう」（あゆみ りょう、1982年10月27日 - ）への改名を報告。所属事務所はACT。
2022年8月22日週、FANZAレンタルフロアランキングで『汗ほとばしる人妻の圧倒的な腰振りで、僕は一度も腰を動かさずに中出ししてしまった。愛弓りょう』が1位を記録。
2024年8月発売『月刊FANZA』同年10月号で発表された、FANZA2024年上半期女優ランキングで12位にランクインした。
2025年2月17日週FANZA通販フロアランキングにて出演した『マドンナALL専属バスツアー2025 ハーレムを掴み取った男たちが極上の美女を独占！！酒池肉林のお祭りはまだまだ続く！！夢の大共演＆大乱交FESTIVAL！！後編』が初登場8位となる。
2025年5月には『TREND GIRLS撮影会2025』に参加し、セクシーな水着スタイルが報道された。

## 人物
生年月日は非公表だが、デビュー時は36歳の人妻で4歳の息子がいる元パティシエとされている。
デビューのきっかけは、知人の紹介で知り合った人物から業界に誘われた事。ただ、誘われた当初は「私なんて無理だろう」と思っていたという。
デジタルデータの台本をスマートフォンで読むと、目に負担が掛かり台詞覚えも悪くなるため、撮影前はデジタルデータの台本を紙にプリントアウトして、紙の台本を作るようにしている。

## 作品
◎はBD版発売作品。

### アダルトDVD / BD

#### 三浦歩美 名義
- その顔、身体、ピュアな心。君のすべては美しい。 三浦歩美 36歳 AV DEBUT（1月24日、SODクリエイト）
- その顔、身体、ピュアな心。君のすべては美しい。 三浦歩美 36歳 第2章 月・火・水・木 旦那と息子を見送ってすぐ快楽を求め毎日絶頂し続けた4日間4SEX 平日15時まで限定 1対1の白昼不倫（2月21日、SODクリエイト）
- その顔、身体、ピュアな心。君のすべては美しい。 三浦歩美 36歳 第3章 禁欲明けの焦らし責めで敏感な身体は理性崩壊 旦那が仕事中ず〜っと他人棒でイキっぱなし12時間（3月21日、SODクリエイト）
- その顔、身体、ピュアな心。君のすべては美しい。 三浦歩美 36歳 第4章 子どもじゃなくて欲しいのはただ快感だけ… 旦那以外に初めて許した生中出し（4月11日、SODクリエイト）
- その顔、身体、ピュアな心。君のすべては美しい。 三浦歩美 36歳 第5章 朝から晩までSEX・SEX・ず〜っとSEX 絶倫男たちと連続生中出し2発・3発・8発 計13発（5月9日、SODクリエイト）
- その顔、身体、ピュアな心。君のすべては美しい。 三浦歩美 36歳 最終章 家族3人で暮らすマイホームをとび出し1日中生チ○ポをよがりSEXに明け暮れた孕ませ中出し温泉調教（6月6日、SODクリエイト）
- 電撃移籍 三浦歩美 Madonna 専属デビュー 4本番 「ずっとアナタに逢いたかった…。」（7月25日、マドンナ）
- Madonna専属 第2弾!! 本格背徳ドラマに初挑戦!! 燃えるような熱いキスが忘れられなくて…。（8月25日、マドンナ）
- Madonna専属 第3弾!! 令和最初の台風がやって来た!! 暴風雨 妻が里帰り出産中 妻の姉と二人だけの夜（9月25日、マドンナ）
- 専属・三浦歩美が悶え狂う渾身の激情性交!! 密着セックス 〜夫の友人に温もりを求めた不貞交尾〜（10月25日、マドンナ）
- マドンナが誇る最強専属W豪華初共演!! 逆3Pハーレム同窓会（11月7日、マドンナ）
- 本物人妻10名の初公開デビュー前秘蔵映像&12名のベスト中出しセックス 合計23SEX収録総集編2枚組8時間（12月12日、SODクリエイト）※オムニバス作品
- 交換夫婦NTR 窓越しに目撃した妻と友人の衝撃的浮気映像（12月25日、マドンナ）

- 夫の上司に犯され続けて7日目、私は理性を失った…。（3月7日、マドンナ）
- 妻には口が裂けても言えません、義母さんを孕ませてしまったなんて…。 ―1泊2日の温泉旅行で、我を忘れて中出ししまくった僕―（4月7日、マドンナ）
- 抱かれたくない男に死にたくなるほどイカされて…（5月7日、マドンナ）
- 母の友人 …ははのゆうじん…（6月7日、マドンナ）
- 羞恥に濡れた、ランジェリー。（7月7日、マドンナ）
- 専属1周年 初総集編!!! 三浦歩美 The First Best 8時間（7月25日、マドンナ）※単体ベスト
- 今夜、僕は童貞を捨てられるかもしれない―。（8月7日、マドンナ）
- 若い男の欲望に晒された人妻の痴態を淫らに実写化!! 原作:ミルフ書房 あこがれの叔母を寝取る（9月7日、マドンナ）
- 四六時中、娘婿のデカチ○ポが欲しくて堪らない義母の誘い（10月7日、マドンナ）

#### 愛弓りょう 名義
- アナタの心と股間を撃ちヌク愛の弓―。 大型専属 愛弓りょう Madonnaデビュー 子宮の最深部を貫く濃厚中出し3本番（6月7日、マドンナ）◎
- 人妻秘書、汗と接吻に満ちた社長室中出し性交 最高級の美魔女が贈る極上の接吻《中出し》傑作ドラマ!!（7月7日、マドンナ）◎
- 地元へ帰省した三日間、人妻になっていた憧れの同級生と時を忘れて愛し合った記録―。（8月7日、マドンナ）
- NGR ―ナガサレ― 義兄に犯され初めての絶頂を知った嫁（9月14日、マドンナ）
- 出張先のビジネスホテルでずっと憧れていた女上司とまさかまさかの相部屋宿泊（10月12日、マドンナ）
- 愛弓りょう × 熟れコミ!! 原作：みな本  妻に黙って即売会に行くんじゃなかった（11月9日、マドンナ）
- 秘湯輪姦 人里離れた辺境の混浴温泉で快楽に溺れゆく美しき人妻―。（12月14日、マドンナ）◎

- 汗ほとばしる人妻の圧倒的な腰振りで、僕は一度も腰を動かさずに中出ししてしまった。（1月11日、マドンナ）[13]
- 卒業式の後に… 大人になった君へ義母からの贈り物―。マドンナ専属美熟女が艶やかな色気で門出を祝う―。（2月8日、マドンナ）◎
- 私の自慢の嫁ちゃんを晒します。《専属》スーパー美魔女の初『晒し』!!（3月8日、マドンナ）
- 下着モデルNTR 取引先とカメラマンに溺れた妻の【閲覧注意】寝取られ映像 愛弓りょう（4月5日、マドンナ）◎
- 甘い囁きに流されるまま、僕は大学を留年するまで、人妻との巣篭もりSEXに溺れて…。愛弓りょう（5月10日、マドンナ）
- 永遠に終わらない、中出し輪姦の日々。 愛弓りょう（6月14日、マドンナ）
- 愛弓りょう The First Anniversary 3枚組12時間 ～8頭身のGカップ美熟女、マドンナ専属1周年記念『初』ベスト～（6月28日、マドンナ）◎ ※単体ベスト
- 人生初の黒人解禁!! 黒人に溺れた人妻 愛弓りょう（7月12日、マドンナ）
- 妻の妊娠中、オナニーすらも禁じられた僕は上京してきた義母・りょうさんに何度も種付けSEXをしてしまった…。 愛弓りょう（8月9日、マドンナ）
- ヌードモデルNTR 上司と羞恥に溺れた妻の衝撃的浮気映像 愛弓りょう（9月13日、マドンナ）
- 取引先の傲慢社長に中出しされ続けた出張接待。 専属美女、イイ女のスーツ『美』―。 愛弓りょう（10月11日、マドンナ）
- 愛弓りょう 圧巻の痴態誘惑コラボ!! 原作・HGTラボ 自治会の人妻はとてもHでした。副会長・一ノ瀬真美編 童貞男を翻弄する美人妻の濃密筆おろし交尾を実写化!!（12月13日、マドンナ）◎

- 息子の友達の制御不能な絶倫交尾でイカされ続けて… 愛弓りょう（1月10日、マドンナ）
- マドンナ × 痴女特化 その名も『アチージョ』爆誕!! イイオンナに抱かれたい―。追撃連射 チクパコ オイルエステ M男責めフルコース 愛弓りょう（2月14日、マドンナ）◎
- 愛する夫の為に、身代わり週末肉便器。 超絶倫極悪オヤジに、孕むまで何度も中出しされ続けて…。愛弓りょう（3月28日、マドンナ）
- 汗が滴る夏の日の69～シックスナイン～情交 俯瞰映像で見る卑猥な中年交尾 愛弓りょう（4月25日、マドンナ）
- 毎晩響く隣の奥さんの喘ぎ声が気になった僕は… ～欲求不満な人妻と汗だくになってヤリまくった昼下がり～ 愛弓りょう（5月23日、マドンナ）
- 愛弓りょう The 2nd Anniversary 3枚組12時間（6月13日、マドンナ）※単体ベスト
- ママ友に誘われたマッチングアプリで、‘推しの年下’を一緒に甘く飼い慣らす。 愛弓りょう 香椎佳穂（6月27日、マドンナ）
- 美尻と魔性の微笑みで僕を誘惑する人妻パーソナルトレーナー逆NTR 愛弓りょう（7月25日、マドンナ）
- 母をイジメっ子の同級生にNTRれたいじめられっ子の僕 愛弓りょう（8月22日、マドンナ）
- ストリップ劇場で舞う人妻 愛弓りょう（9月26日、マドンナ）
- 『大人になっても、青春したい―。』 マドンナW専属人妻とお泊り不倫 最高級中出しスイートルーム 愛弓りょう 椎名ゆな（10月24日、マドンナ）◎
- マドンナが誇る最高峰のGカップ美熟女が、ソーププレイで魅せる!! 身も心も相性抜群の2人―。’想い’と’唇’が重なる濃密接吻ソープ 愛弓りょう（11月28日、マドンナ）
- 慰安旅行NTR ～性欲を持て余した会社の上司どもに妻が輪姦された…～ 愛弓りょう（12月26日、マドンナ）
- 世界一豪華な記念作!! マドンナ20周年記念 湯煙舞う中出し無制限史上初ALL専属バスツアー!! 前編 4時間OVER 2枚組!!（12月26日、マドンナ）◎

- Madonna20周年記念!! 豪華専属の共演作品!! 修学旅行の下見先で先輩女教師2人と相部屋… 一泊二日で計10発、夜が明けるまで何度も何度も抜かれまくった僕 愛弓りょう 沖宮那美（1月9日、マドンナ）◎
- 世界一豪華な記念作!! マドンナ20周年記念 感動と絶頂のフィナーレ 湯煙舞う中出し無制限史上初ALL専属バスツアー!! 後編 ～大競’宴’はまだまだ終わらない!! 中出し無制限の大乱交!!～（1月30日、マドンナ）◎
- イイオンナだって酔い乱れたい夜がある。 愛弓りょうがひたすら痴女りまくる逆ナン生ハメはしご酒SEX 愛弓りょう（2月13日、マドンナ/ACHIJO）
- この会社、全員ドM―。中間”射精”管理職の人妻 歪んだ性癖溢れるオフィスを裏で操るドS痴女―。 愛弓りょう（2月27日、マドンナ）
- 日常を持て余す人妻達に、悪戯されて、搾精され続けて… 今宵、僕は’ハプニングバー’で童貞を捧げた。 愛弓りょう（3月26日、マドンナ）
- リゾートプールNTR 水面に映る人妻の美しくも汚れた本気の衝撃映像 専属イイ女 × 大人のビキニ、本気のNTRシリーズ誕生―。 愛弓りょう（4月23日、マドンナ）◎
- 愛弓りょう The 3rd Anniversary Best 3枚組12時間（5月14日、マドンナ）※単体ベスト
- 巨乳で美しい妻が僕の叔父にキメセク中出しで何度もエビ反り絶頂させられていた。 媚薬NTR 愛弓りょう（5月28日、マドンナ）
- Madonna専属3周年記念 愛弓りょう 初緊縛作品!! 麻縄に溺れた人妻（6月25日、マドンナ）
- 愛を認めさせたくて妻と絶倫の後輩を2人きりにして3時間… 抜かずの追撃中出し計16発で妻を奪われた僕のNTR話 愛弓りょう（7月23日、マドンナ）
- 触られ、弄ばれて、ブッ掛けられて 痴漢集団による 真夏の満員電車での チ●ポ包囲網―。 愛弓りょう（8月27日、マドンナ）
- 原作：ビフィダス 交わりの宿 雑誌掲載時にアンケート1位独走 & 電子書籍で記録的売り上げを叩き出した超人気作を忠実実写化!! 愛弓りょう 姫咲はな（9月24日、マドンナ）◎
- 俺の肉便器人妻、お貸しします。 10発中出しするまで帰れない、言いなり極悪成金オヤジ宅訪問。 愛弓りょう（10月22日、マドンナ）
- 下着泥棒したら部屋に監禁されて―手足拘束 / 強制搾精 / 淫語ヘッドホン洗脳…etc 懲役3日：人妻に性癖矯正を施された青年。 愛弓りょう（11月26日、マドンナ）
- 3周年記念“初DVD化!! MADOOOON!!!! エンジョイ・セックス in アイランド （12月24日、マドンナ）※映像特典とジャケット写真が異なる「TypeA」「TypeB」の2種類あり。両タイプとも本編映像は同一のもを収録[14][15]。
  - TypeA『DVD限定』※配信無しエディション マドーン 愛弓りょう出演3作品合計230分収録2枚組!!
  - TypeB 特典映像 寝起きどっきりハメ撮りSEX収録Ver.

- 超”攻撃的”痴女 × 完全主観 × バイノーラル 専属イイオンナが見下し主観で極限まで淫語責めする M男専用・絶頂支配オナニーコントロールJOI 愛弓りょう（1月28日、マドンナ）
- ハプニングバー人妻NTR 「あなたのためよ…」と言っていた妻がいつしか群がる男たちに夢中になっていた。 愛弓りょう（2月25日、マドンナ）
- マドンナALL専属バスツアー2025 極上の美女を1人占めするのは僕だ!! 夢のハーレムを掴み取れ!! 総勢37名の大乱交SPECIAL!! 前編（2月25日、マドンナ）◎
- 「先生、明日からもちゃんと学校来てくださいね」 女教師調教計画 同僚から受ける屈辱の校内中出し研修 愛弓りょう（3月25日、マドンナ）
- マドンナALL専属バスツアー2025 ハーレムを掴み取った男たちが極上の美女を独占!! 酒池肉林のお祭りはまだまだ続く!! 夢の大共演 & 大乱交FESTIVAL!! 後編（3月25日、マドンナ）◎
- 女上司、歪んだ刺激と躾に溺れる、SM不倫性交。 昼休みはダメな部下に躾けられて…。 専属美女の『苦しみ』という快楽を解放―。 愛弓りょう（4月22日、マドンナ）◎
- 『時間が止まる』タイムカード ～遅刻魔の僕に厳しい女上司に仕返しできる悪魔のカード～ 愛弓りょう（5月27日、マドンナ）
- 誰にも止められないエロスの領域 愛弓りょう 4周年記念BEST8時間 ～アナタの股間を狙い撃つ18本番SPECIAL～（6月10日、マドンナ）※単体ベスト
- 背徳の寝取らせシアタールーム 低俗男たちの醜い肉棒で汚された貞淑妻ー。 愛弓りょう（6月24日、マドンナ）
- 唾液で溺れさせる甘く危険な接吻痴女SEX 『キミの身体を、私の生唾で満たしてアゲル…。』 愛弓りょう（7月22日、マドンナ）

### アダルトVR

#### 三浦歩美 名義
- 超大型連休G.WスペシャルJOI 10日間毎日日替わりでオナニー指示してもらえるVR!（4月26日、SODクリエイト）
- 不倫情熱セックス 〜獣のように求め合う60分間の汗だく情事〜（5月17日、SODクリエイト）
- 隣に住む美人若妻の家に預けられて秘密のおままごと（6月14日、SODクリエイト）
- 誘惑時短逆レ×プVR 旦那が席を外した数分間、奥さんに何度も無理やり強制中出しSEXで精子を絞りとられるVR（7月1日、SODクリエイト）
- 精力料理を食べさせフル勃起ち○ぽを一度入れたら離さないスッポンま○こで連続SEXする変態女将（8月15日、SODクリエイト）

- 三浦歩美マドンナ専属初VR!! 一ヶ月ぶりの密会 ― 濃密性交 人妻ラブホテル不倫（11月6日、マドンナ）

#### 愛弓りょう 名義
- VR初登場!! 愛弓りょう 貴方の心と股間をVRでも愛の弓で撃ちヌク!! 理性を狂わす囁き淫語で骨抜きとなった僕をトロットロに蕩けさせる文系人妻の小悪魔焦らし誘惑（9月24日、マドンナ）

- 発射無制限 密着生中出し アナタの身も心も蕩かす極上体験。 専属 愛弓りょう入店!! 桃源郷ソープVR 愛弓りょう（4月8日、マドンナ）

- 超高画質8KVR 『あーあ、もう帰れなくなっちゃったね』 確信犯的にホテルへ連れ込み僕を犯す女上司 新卒の僕は一歩も動けずに朝まで中出しさせられ続けてしまった。愛弓りょう（1月5日、マドンナ）
- 超高画質!!8KVR 「こういうのしてみたかったのぉ」 優しくて綺麗な友達の母・りょうさんの弱みを握って言いなり!のはずが欲求不満で一気に痴女化!!そのまま快楽堕ちで中出し懇願SEX!!（3月8日、マドンナ）

- 超高画質8KVR 24H営業のフィットネスジムで憧れのりょうさんと深夜に2人きり!! 欲求不満な人妻に筋トレで高まった性欲をぶつけられて中出しSEXしまくった僕。 愛弓りょう（2月14日、マドンナ）

### アダルト動画配信
愛弓りょう 名義
- 配信限定 ハメ撮り MADOOOON!!!! マドンナ専属女優の『リアル』解禁。 愛弓りょう（2021年11月2日、マドンナ）
- 配信限定 ハメ撮り MADOOOON!!!! マドンナ専属女優の『リアル』解禁。Season 2  愛弓りょう（2022年8月2日、マドンナ）
- 配信限定 ハメ撮り MADOOOON!!!! マドンナ専属女優の『リアル』解禁。濃密ラブホテル SEASON JEALOUSY 愛弓りょう（2023年11月7日、マドンナ）

### イメージDVD / BD
- Ryo 撃ち抜いてLove Arrow（2022年5月5日、REbecca）◎
- 清澄 ～せいちょう～ 愛弓りょう（2023年6月28日、oldman par）◎
- Ryo2 木漏れ日の邂逅（2025年4月17日、REbecca）◎

### 写真集
- 愛弓りょう写真集『清澄～せいちょう～』（2023年6月23日、ジーウォーク、撮影：太田清隆）ISBN 978-4-86717-584-2 [16]

### デジタル写真集
- 週刊ポストデジタル写真集 マドンナALLSTARS 肉宴（2019年12月23日、小学館、撮影：藤本和典）※「マドンナ」専属女優5名によるデジタル写真集[17]。
- 美熟女No.1! Madonnaキャンペーン! 〜専属女優スペシャルフォト〜（2021年6月7日、FANZA BEAUTY COLLECTION）※「マドンナ」専属女優14名によるデジタル写真集。FANZA限定配信。
- 週刊大衆デジタル写真集NUDE : 20 愛弓りょうヘアヌード写真集「AMOUR」（2023年2月28日、双葉社、撮影：篠原潔）
- れいむ 愛弓りょう vol.01～vol.04（2023年8月4日、ジーウォーク、撮影：太田清隆）
- エッチしよっか? 愛弓りょうデジタル写真集（2024年9月27日、双葉社、撮影：富田恭透）[18]

## 掲載

### 雑誌
- 週刊アサヒ芸能 2019年1月24日号（徳間書店） - グラビア「36歳でも抱いてくれますか?」
- ソフト・オン・デマンドDVD 2019年6月号増刊 SOD本物人妻 Vol.5（ソフト・オン・デマンド） - 表紙、グラビア「非日常の情事」
- 実話ローレンス 2019年8月号（スコラマガジン） - グラビア「ず〜っとギュッとして…。」
- 週刊アサヒ芸能 2019年10月31日号（徳間書店） - グラビア「白昼の眩暈」
- 月刊FANZA 2019年12月号（ジーオーティー） - ポスター
- 週刊アサヒ芸能 2020年1月23日号（徳間書店） - グラビア「こたつで戯れ」
- 週刊ポスト 2020年1月3・10日号（小学館） - グラビア「マドンナALLSTARS 肉宴diary」
- 週刊アサヒ芸能 2020年12月24日号（徳間書店） - グラビア「美熟女サンタがやって来た」
- 週刊アサヒ芸能 2021年7月8日号（徳間書店） - グラビア「けだるい美熟裸身」
- 週刊実話 2021年9月23日号（日本ジャーナル出版） - 袋とじ「熟女の昼下がり」
- 実話BUNKA超タブー 2022年1月号（コアマガジン）- 本人解説袋とじ「出張相部屋AVのヌキどこを本人がレクチャー」

## 製品

### アダルトグッズ
バイブレータ
- 愛弓りょうのイクイク昇天狂詩曲(ラプソディ)（2022年9月27日、日暮里ギフト）

ローション
- 愛弓りょうの淫臭愛液ローション 80ml（2022年12月16日、日暮里ギフト）